# Liste des chefs d'État français
Cette liste des chefs d’État français répertorie les chefs d’État qu'a connus la France au cours de son histoire, selon les entités politiques suivantes : Royaumes Francs, Royaume des Francs, Francie occidentale, Royaume de France, Première République, Premier Empire, Royaume de France (Restauration), Royaume de France (monarchie de Juillet), Deuxième République, Second Empire, Troisième République, État français, Quatrième République et Cinquième République.

## Royaume des Francs

### Mérovingiens
La plupart des Mérovingiens ne règnent que sur une partie du royaume franc du fait de la loi salique au gré des partages. Néanmoins, ils portent tous le titre de « roi des Francs » (rex Francorum), et non celui de « roi de Reims » ou de « roi d'Austrasie », ce qui témoigne d'une conscience de l'unité du regnum Francorum,. Les rois Mérovingiens à partir de Clovis II n'ont de Chef d’État que le nom, déléguant leurs pouvoirs au maire du Palais. On les appelle rois fainéants.

| Vue d'artiste                                                                 | Nom                                                          | Début du règne  | Fin du règne             | Notes |
| ----------------------------------------------------------------------------- | ------------------------------------------------------------ | --------------- | ------------------------ | --- |
|                                                                               | Richomer (335 - 393)                                         | 377             | 393                      | Richomer est un officier franc au service de l'Empire romain. Il a été comte des domestiques, maître de la milice et consul de Rome en 384. Il est placé dans cette liste car il a été Chef des francs saliens, mais pas roi.                                                                                                 |
|                                                                               | Théodomir (374 - mort incertaine : du 15 août 414 à 428),    | Vers 411        | À sa mort (vers 420-428) | Théodomir fut roi des Francs, roi des Francs Saliens, roi franc, au début du Ve siècle. Il est le fils de Richomer, général franc au service de Rome. |
|                                                                               | Clodion le Chevelu (vers 390 ou 405 - vers 450 (447 ou 448)) | Vers 428        | vers 447 ou 448          | Vers le milieu du Ve siècle, Clodion pénètre avec son armée en territoire romain et s’empare du Cambrésis et de l’Artois méridional. Il fonde ainsi un petit royaume franc dont héritera son descendant Clovis Ier et qui sera l’embryon du futur royaume de France. Il doit être considéré comme le troisième roi de France. |
|                                                                               | Mérovée (vers 411 - 457)                                     | vers 448 ou 447 | 457                      | Mérovée est considéré comme le deuxième roi des Francs saliens. Son existence est entourée de tant d'obscurité que certains historiens en ont fait un roi légendaire. Mérovée a donné son nom à la dynastie des Mérovingiens.                                                                                                 |
|                                                                               | Childéric Ier (vers 436 - 481)                               | 457             | 481                      | Childéric Ier est le premier roi de la dynastie des Mérovingiens dont la filiation soit clairement attestée. Les sources littéraires et les recherches archéologiques le définissent à la fois comme un roi des Francs et un gouverneur romain de la province de Belgique seconde.                                            |
|                                                                               | Clovis Ier (vers 466 – 27 novembre 511)                      | 481             | 511                      | Fils de Childéric Ier, il conquiert la majeure partie de la Gaule et se convertit au christianisme. Son royaume est partagé entre ses quatre fils à sa mort. |
| Clodomir                                                                      | Clodomir (vers 495 – 25 juin 524)                            | 511             | 524                      | Aîné des fils survivants de Clovis Ier et Clotilde, il hérite du royaume d'Orléans. Tué à la bataille de Vézeronce. Ses deux premiers fils sont exécutés sur l'ordre de ses frères Childebert Ier et Clotaire Ier, mais le troisième, Clodoald, en réchappe et entre dans les ordres.                                         |
| Thierry Ier                                                                   | Thierry Ier (vers 485/490 – 534)                             | 511             | 534                      | Fils aîné de Clovis Ier (mais pas de Clotilde) il hérite du royaume de Reims. |
| Thibert Ier                                                                   | Thibert Ier (vers 504 – 548)                                 | 534             | 548                      | Également appelé « Théodebert Ier ». Fils et successeur de Thierry Ier à Reims. |
| Thibaut                                                                       | Thibaut (vers 535 – 555)                                     | 548             | 555                      | Également appelé « Théodebald ». Fils et successeur de Thibert Ier à Reims. Il meurt sans descendance masculine et son royaume revient à son grand-oncle Clotaire Ier. |
| Childebert Ier                                                                | Childebert Ier (vers 497 – 13 décembre 558)                  | 511             | 558                      | Cadet des fils survivants de Clovis Ier et Clotilde, il hérite du royaume de Paris, et devient également roi d'Orléans en 524. Il meurt sans fils en 558 et son royaume revient à son frère Clotaire Ier. |
|                                                                               | Clotaire Ier « le Vieux » (vers 498 – 29 novembre 561)       | 511             | 561                      | Benjamin des fils survivants de Clovis Ier et Clotilde, il hérite du royaume de Soissons. Il réunifie le royaume franc à la mort de son frère Childebert Ier en 558. Son royaume est partagé entre ses quatre fils à sa mort.                                                                                                 |
| Caribert                                                                      | Caribert Ier (vers 521 – 5 mars 567)                         | 561             | 567                      | Aîné des fils survivants de Clotaire Ier, il hérite du royaume de Paris. Mort sans descendance mâle. Son royaume est partagé entre ses frères à sa mort. |
| Sigebert Ier                                                                  | Sigebert Ier (535 – décembre 575)                            | 561             | 575                      | Benjamin des fils survivants de Clotaire Ier, il hérite du royaume de Reims. Il est assassiné à l'instigation de Frédégonde, la femme de son frère Chilpéric Ier. Son fils Childebert II lui succède. |
|                                                                               | Chilpéric Ier (vers 526 – septembre 584)                     | 561             | 584                      | Deuxième des fils survivants de Clotaire Ier, il hérite du royaume de Soissons. Mort assassiné. Son fils Clotaire II lui succède. |
| Gontran                                                                       | Gontran (vers 533 – 28 mars 592)                             | 561             | 592                      | Troisième des fils survivants de Clotaire Ier, il hérite du royaume d'Orléans. Mort sans descendance mâle, il lègue son royaume à son neveu Childebert II. Reconnu comme saint. |
| Childebert II                                                                 | Childebert II (6 avril 570 – mars 596)                       | 575             | 596                      | Fils de Sigebert Ier et Brunehaut. Roi d'Austrasie, puis également de Bourgogne et de Paris à partir de 592. Son royaume est partagé entre ses fils Thibert II et Thierry II. |
| Thibert II                                                                    | Thibert II (585 – 612)                                       | 595             | 612                      | Également appelé « Théodebert II ». Fils de Childebert II. Roi d'Austrasie. Trahi par son frère Thierry II, il est vaincu à Tolbiac en 612, puis assassiné. Son royaume revient à son frère. |
| Théodoric II                                                                  | Thierry II (587 – 613)                                       | 595             | 613                      | Fils de Childebert II. Roi de Bourgogne, puis également d'Austrasie à partir de 612. Son fils Sigebert II lui succède. |
| Sigebert III                                                                  | Sigebert II (vers 601 – 10 octobre 613)                      | 613             | 613                      | Fils de Thierry II. Roi d'Austrasie et de Bourgogne. Il est exécuté par le roi de Neustrie Clotaire II, qui s'empare ainsi de son royaume. |
| Clotaire II                                                                   | Clotaire II « le Jeune » (mai 584 – 18 octobre 629)          | 584             | 629                      | Fils de Chilpéric Ier et de Frédégonde. Roi de Neustrie, il réunifie le royaume franc en 613. Son royaume est partagé entre ses deux fils à sa mort. |
| Dagobert Ier                                                                  | Dagobert Ier (vers 602/605 – 19 janvier 639)                 | 623             | 639                      | Fils aîné de Clotaire II. Roi associé d'Austrasie jusqu'à la mort de son père, puis roi des Francs excepté l'Aquitaine, et enfin seul roi des Francs à la mort de son frère cadet Caribert II en 632. Son royaume est partagé entre ses deux fils à sa mort.                                                                  |
| Caribert II                                                                   | Caribert II (vers 606/610 – 8 avril 632)                     | 629             | 632                      | Fils cadet de Clotaire II. Roi d'Aquitaine. Son royaume revient à son frère Dagobert Ier à sa mort. |
| Sigebert III                                                                  | Sigebert III (631 – 1er février 656)                         | 639             | 656                      | Fils de Dagobert Ier. Roi d'Austrasie. |
| Clovis II                                                                     | Clovis II« le Fainéant » (633 – 31 octobre 657)              | 639             | 657                      | Fils de Dagobert Ier. Roi de Neustrie et de Bourgogne. |
| Childebert III                                                                | Childebert III« l'Adopté » (vers 650 - 18 octobre 662)       | 656             | 662                      | Fils adoptif de Sigebert III. Roi d'Austrasie. |
| Clotaire III                                                                  | Clotaire III (vers 652 – 673)                                | 657             | 673                      | Fils de Clovis II. Roi de Neustrie. |
| Childéric II                                                                  | Childéric II (vers 655 – 675)                                | 662             | 675                      | Fils de Clovis II. Roi d'Austrasie, puis de tout le royaume franc à partir de 673. |
| Thierry III                                                                   | Thierry III (vers 657 – 691)                                 | 675             | 691                      | Fils de Clovis II. Roi de Neustrie en 673, puis de 675 à 679, et du royaume franc tout entier à partir de 679. |
| Clovis III                                                                    | Clovis III (vers 670 – 676)                                  | 675             | 676                      | Fils prétendu de Clotaire III, placé sur le trône d'Austrasie par le maire du palais Ébroïn. |
| Dagobert II                                                                   | Dagobert II (vers 652 – 23 décembre 679)                     | 676             | 679                      | Fils de Sigebert III. Roi d'Austrasie. Canonisé le 10 septembre 872. |
| Clovis IV                                                                     | Clovis IV (vers 680 – 695)                                   | 691             | 695                      | Fils ainé de Thierry III. |
| Childebert IV                                                                 | Childebert IV (vers 683 – 711)                               | 695             | 711                      | Fils de Thierry III. |
| Dagobert III                                                                  | Dagobert III (vers 699 – 715)                                | 711             | 715                      | Fils de Childebert IV. |
| Chilpéric II                                                                  | Chilpéric II (vers 670 – 721)                                | 715             | 721                      | Fils probable de Childéric II. Élu roi de Neustrie en 715, sous l'égide du maire du palais Rainfroi. Il devient roi de tous les Francs après la mort de son concurrent Clotaire IV, en 719. |
| Clotaire IV                                                                   | Clotaire IV (vers 685 – 719)                                 | 717             | 719                      | Fils probable de Thierry III, placé sur le trône d'Austrasie par le maire du palais Charles Martel, en lutte contre les Neustriens Chilpéric II et Rainfroi. |
| Thierry IV                                                                    | Thierry IV (vers 713 - 737)                                  | 721             | 737                      | Fils de Dagobert III. Il est placé sur le trône par Charles Martel après la mort de Chilpéric II. |
| Interrègne (737 – 743). (De facto dirigé par Charles Martel, maire du Palais) |                                                              |                 |                          | |
| Childéric III                                                                 | Childéric III « le Fainéant » (vers 714 – vers 754/755)      | 743             | 751                      | D'ascendance incertaine. Placé sur le trône par le maire du palais Pépin le Bref, il est déposé par ce même Pépin en novembre 751 et finit cloîtré dans un monastère. |

### Carolingiens
| Vue d'artiste         | Nom                                                                   | Début du règne   | Fin du règne     | Notes |
| --------------------- | --------------------------------------------------------------------- | ---------------- | ---------------- | --- |
| Pépin le Bref         | Pépin III « le Bref » (vers 715 – 24 septembre 768)                   | novembre 751     | 24 septembre 768 | Devient maire du palais de Neustrie à la mort de son père Charles Martel, en 741, puis d'Austrasie après le retrait de son frère Carloman. Il dépose Childéric III et est élu roi des Francs en novembre 751. Sacré en novembre 751 à Soissons par les évêques, puis à nouveau en 754 par le pape Étienne II à Saint-Denis. |
|                       | Carloman Ier (vers 751 – 4 décembre 771)                              | 24 septembre 768 | 4 décembre 771   | Fils cadet de Pépin le Bref et de Bertrade de Laon. Sacré avec son père et son frère aîné Charles en 754. Le royaume franc est partagé entre les deux frères à la mort de Pépin, Carloman obtenant l'Austrasie, l'Alémanie, la Thuringe, et les pays tributaires. Sa mort prématurée permet à Charles de réunifier le royaume. |
| Charlemagne           | Charlemagne (Charles Ier « le Grand ») (2 avril 742 – 28 janvier 814) | 24 septembre 768 | 28 janvier 814   | Fils aîné de Pépin le Bref et de Bertrade de Laon. Sacré avec son père et son frère cadet Carloman en 754. Il obtient la Neustrie, la Bourgogne et l'Aquitaine à la mort de son père, puis le reste du royaume franc à la mort de son frère. Il est sacré empereur d'Occident par le pape Léon III le 25 décembre 800 à Rome. Il meurt d'une pneumonie le 28 janvier 814.                                                                                             |
| Louis Ier             | Louis Ier « le Pieux » ou « le Débonnaire » (778 – 20 juin 840)       | 28 janvier 814   | 20 juin 840      | Fils de Charlemagne et d'Hildegarde de Vintzgau. Couronné empereur d'Occident associé par son père le 11 septembre 813, sacré par le pape Étienne IV à Reims le 5 octobre 816. Déposé le 7 octobre 833 par son fils Lothaire, restauré le 15 février 835. |
| Charles II            | Charles II « le Chauve » (13 juin 823 – 6 octobre 877)                | août 843         | 6 octobre 877    | Benjamin des fils de Louis le Pieux, le seul par sa deuxième femme Judith de Bavière. En 843, il reçoit la Francie occidentale par le traité de Verdun qui divise l'Empire franc. Sacré à Orléans le 8 juin 848. Après la mort de son neveu Louis II le Jeune, il est sacré empereur d'Occident par le pape Jean VIII à Rome le 25 décembre 875. |
| Louis II              | Louis II « le Bègue » (1er novembre 846 – 11 avril 879)               | 6 octobre 877    | 11 avril 879     | Fils aîné de Charles II et d'Ermentrude d'Orléans. Sacré à Compiègne le 8 décembre 877. |
| Louis III et Carloman | Louis III (vers 864 – 5 août 882)                                     | 11 avril 879     | 5 août 882       | Fils de Louis II et d'Ansgarde de Bourgogne, ils sont élus pour succéder conjointement à leur père. Sacrés à Ferrières en septembre 879. Louis III meurt sans descendance, et Carloman II devient seul roi jusqu'à sa propre mort, également sans descendance. |
| Louis III et Carloman | Carloman II (vers 867 – 6 décembre 884)                               | 11 avril 879     | 6 décembre 884   | Fils de Louis II et d'Ansgarde de Bourgogne, ils sont élus pour succéder conjointement à leur père. Sacrés à Ferrières en septembre 879. Louis III meurt sans descendance, et Carloman II devient seul roi jusqu'à sa propre mort, également sans descendance. |
| Charles III le Gros   | Charles III « le Gros » (839 – 13 janvier 888)                        | juin 885         | novembre 887     | Troisième fils de Louis le Germanique, lui-même fils cadet de Louis le Pieux. Il est élu par les grands du royaume à la place du jeune Charles le Simple, dernier fils de Louis II. Incapable de faire face aux Normands, il est déposé en novembre 887. |
|                       | Eudes Ier (852 – 3 janvier 898)                                       | 29 février 888   | 3 janvier 898    | De la dynastie des Robertiens, il est titré comte de Paris au moment de son élection, en 888, à la mort de Charles le Gros. Sacré à Compiègne le 29 février 888, puis à Reims plus tard la même l'année. |
| Charles III le Simple | Charles III « le Simple » (17 septembre 879 – 7 octobre 929)          | 3 janvier 898    | 29 juin 922      | Troisième fils de Louis II, le seul par sa deuxième femme Adélaïde de Frioul. Il est écarté de la succession de son frère Carloman II en 884 en raison de son jeune âge. Sacré à Reims le 28 janvier 893 (alors qu'Eudes règne encore), il ne devient réellement roi qu'à la mort de celui-ci en 898. Les grands du royaume le déposent en 922 et élisent le duc Robert pour le remplacer. Il est capturé après la bataille de Soissons en 923 et meurt en captivité. |
| Robert Ier            | Robert Ier (860 – 15 juin 923)                                        | 29 juin 922      | 15 juin 923      | De la dynastie des Robertiens, frère d'Eudes. Sacré à Reims le 30 juin 922. Tué à la bataille de Soissons l'année suivante. |
| Raoul                 | Raoul (vers 890 – 15 janvier 936)                                     | 15 juin 923      | 15 janvier 936   | De la dynastie des Bivinides, il est élu roi à la mort de Robert Ier par les grands du royaume, qui refusent de rendre la couronne à Charles III le Simple. Sacré à Soissons le 13 juillet 923. Mort de pédiculose corporelle sans laisser d'enfant mâle. |
| Louis IV              | Louis IV « d'Outremer » (920 ou 921 – 10 septembre 954)               | 19 juin 936      | 10 septembre 954 | Seul fils de Charles III le Simple et d'Edwige de Wessex, il ne devient roi qu'à la mort de Raoul. Sacré à Laon le 19 juin 936. Mort des suites d'une chute de cheval. |
| Lothaire              | Lothaire (941 – 2 mars 986)                                           | 10 septembre 954 | 2 mars 986       | Fils de Louis IV et de Gerberge de Saxe, il succède à son père sous la régence de son oncle Brunon de Cologne jusqu'en 961. Sacré à Reims le 12 novembre 954. |
| Louis V               | Louis V « le Fainéant » (vers 967 – 21 mai 987)                       | 2 mars 986       | 21 mai 987       | Fils de Lothaire et d'Emma d'Italie. Sacré à Compiègne le 8 juin 979 comme roi associé. Mort sans descendance des suites d'une chute de cheval. |

## Royaume de France

### Capétiens directs
| Vue d'artiste      | Nom                                                                          | Début du règne    | Fin du règne      | Notes | Notes |
| ------------------ | ---------------------------------------------------------------------------- | ----------------- | ----------------- | --- | --- |
| Hugues Capet       | Hugues Ier« Capet » (vers 940 – 24 octobre 996)                              | 3 juin 987        | 24 octobre 996    | Fils d'Hugues le Grand et petit-fils de Robert Ier. Duc des Francs depuis 960, il est élu roi des Francs après la mort de Louis V au détriment du Carolingien Charles de Basse-Lotharingie. Sacré en 987, peut-être le 3 juillet à Noyon.                | Fils d'Hugues le Grand et petit-fils de Robert Ier. Duc des Francs depuis 960, il est élu roi des Francs après la mort de Louis V au détriment du Carolingien Charles de Basse-Lotharingie. Sacré en 987, peut-être le 3 juillet à Noyon. |
| Robert II le Pieux | Robert II« le Pieux » (27 mars 972 – 20 juillet 1031)                        | 24 octobre 996    | 20 juillet 1031   | Fils d'Hugues Capet et d'Adélaïde d'Aquitaine. Sacré à Orléans le 25 décembre 987 comme roi associé. Son fils aîné, Hugues, est roi associé de 1017 à sa mort en 1025.                                                                                   | Fils d'Hugues Capet et d'Adélaïde d'Aquitaine. Sacré à Orléans le 25 décembre 987 comme roi associé. Son fils aîné, Hugues, est roi associé de 1017 à sa mort en 1025.                                                                    |
|                    | Hugues (1007 – 17 septembre 1025)                                            | 19 juin 1017      | 17 septembre 1025 | Fils de Robert II le Pieux et de Constance d'Arles. Sacré à Compiègne, il règne conjointement avec son père, mais meurt avant lui. | Fils de Robert II le Pieux et de Constance d'Arles. Sacré à Compiègne, il règne conjointement avec son père, mais meurt avant lui. |
| Henri Ier          | Henri Ier(4 mai 1008 – 4 août 1060)                                          | 20 juillet 1031   | 4 août 1060       | Deuxième fils de Robert II et de Constance d'Arles. Sacré à Reims le 14 mai 1027 comme roi associé. | Deuxième fils de Robert II et de Constance d'Arles. Sacré à Reims le 14 mai 1027 comme roi associé. |
| Philippe Ier       | Philippe Ier(23 mai 1052 – 29 juillet 1108)                                  | 4 août 1060       | 29 juillet 1108   | Fils aîné d'Henri Ier et d'Anne de Kiev. Sacré à Reims le 23 mai 1059 comme roi associé. Il succède à son père sous la régence de son oncle Baudouin V de Flandre jusqu'à sa majorité, en 1066.                                                          | Fils aîné d'Henri Ier et d'Anne de Kiev. Sacré à Reims le 23 mai 1059 comme roi associé. Il succède à son père sous la régence de son oncle Baudouin V de Flandre jusqu'à sa majorité, en 1066.                                           |
| Louis VI           | Louis VI« le Gros » ou « le Batailleur » (1er décembre 1081 – 1er août 1137) | 29 juillet 1108   | 1er août 1137     | Fils aîné de Philippe Ier et de Berthe de Hollande. Sacré à Orléans le 3 août 1108. | Fils aîné de Philippe Ier et de Berthe de Hollande. Sacré à Orléans le 3 août 1108. |
| Philippe           | Philippe (29 août 1116 - 14 octobre 1131)                                    | 14 avril 1129     | 14 octobre 1131   | Premier fils de Louis VI et Adélaïde de Savoie, sacré en 1129 et règne conjointement avant de mourir prématurément en 1131. | Premier fils de Louis VI et Adélaïde de Savoie, sacré en 1129 et règne conjointement avant de mourir prématurément en 1131. |
| Louis VII          | Louis VII« le Jeune » ou « le Pieux » (1120 – 18 septembre 1180)             | 1er août 1137     | 18 septembre 1180 | Deuxième fils de Louis VI et d'Adélaïde de Savoie. Sacré à Reims le 25 octobre 1131 comme roi associé. | Deuxième fils de Louis VI et d'Adélaïde de Savoie. Sacré à Reims le 25 octobre 1131 comme roi associé. |
| Philippe II        | Philippe II« Auguste » (21 août 1165 – 14 juillet 1223)                      | 18 septembre 1180 | 14 juillet 1223   | Seul fils de Louis VII et d'Adèle de Champagne. Sacré à Reims le 1er novembre 1179 comme roi associé. Premier roi à utiliser le titre de « roi de France ».                                                                                              | |
| Louis VIII         | Louis VIII« le Lion » (5 septembre 1187 – 8 novembre 1226)                   | 14 juillet 1223   | 8 novembre 1226   | Fils aîné de Philippe II et d'Isabelle de Hainaut. Sacré à Reims le 6 août 1223. | |
| Louis IX           | Louis IX« le Prudhomme » ou « Saint Louis » (25 avril 1214 – 25 août 1270)   | 8 novembre 1226   | 25 août 1270      | Quatrième fils de Louis VIII et de Blanche de Castille, il succède à son père sous la régence de sa mère jusqu'à sa majorité, en 1235. Sacré à Reims le 29 novembre 1226. Mort de dysenterie devant Tunis durant la huitième croisade. Canonisé en 1297. | |
| Philippe III       | Philippe III« le Hardi » (30 avril 1245 – 5 octobre 1285)                    | 25 août 1270      | 5 octobre 1285    | Deuxième fils de Louis IX et de Marguerite de Provence. Sacré à Reims le 30 août 1271. | |
| Philippe IV        | Philippe IV« le Bel » (1268 – 29 novembre 1314)                              | 5 octobre 1285    | 29 novembre 1314  | Deuxième fils de Philippe III et d'Isabelle d'Aragon. Sacré à Reims le 6 janvier 1286. Également roi de Navarre (Philippe Ier) par son mariage avec Jeanne de Navarre.                                                                                   | |
| Louis X            | Louis X« le Hutin » (4 octobre 1289 – 5 juin 1316)                           | 29 novembre 1314  | 5 juin 1316       | Fils aîné de Philippe IV et de Jeanne de Navarre. Sacré à Reims le 24 août 1315. Également roi de Navarre (Louis Ier). Mort en laissant un enfant à naître ; son frère cadet Philippe assure la régence.                                                 | |
| Jean Ier           | Jean Ier« le Posthume » (15 novembre 1316 – 19 novembre 1316)                | 15 novembre 1316  | 19 novembre 1316  | Fils de Louis X et de Clémence de Hongrie, il meurt après quelques jours de vie et de règne. Également roi de Navarre. Il est le seul roi de France à avoir régné de sa naissance à sa mort.                                                             | |
| Philippe V         | Philippe V« le Long » (1293 – 3 janvier 1322)                                | 19 novembre 1316  | 3 janvier 1322    | Deuxième fils de Philippe IV et de Jeanne de Navarre. Les états généraux de 1317 évincent de la succession sa nièce Jeanne, la fille de Louis X. Sacré à Reims le 9 janvier 1317. Également roi de Navarre (Philippe II). Mort sans descendance mâle.    | |
| Charles IV         | Charles IV« le Bel » (18 juin 1294 – 1er février 1328)                       | 3 janvier 1322    | 1er février 1328  | Troisième fils de Philippe IV et de Jeanne de Navarre. Sacré à Reims le 21 février 1322. Également roi de Navarre (Charles Ier). Mort sans descendance mâle.                                                                                             | |

### Valois
| Portrait     | Nom                                                                                    | Début du règne    | Fin du règne      | Notes | Armoiries |
| ------------ | -------------------------------------------------------------------------------------- | ----------------- | ----------------- | --- | --------- |
| Philippe VI  | Philippe VI(1293 – 22 août 1350)                                                       | 1er avril 1328    | 22 août 1350      | Neveu de Philippe IV, il devient roi de France à la naissance de la fille posthume de Charles IV, Blanche. La Navarre est laissée à Jeanne de Navarre, la fille de Louis X, en échange de sa renonciation au trône de France. Sacré à Reims le 29 mai 1328.                                                                                             |           |
| Jean II      | Jean II « le Bon » (26 avril 1319 – 8 avril 1364)                                      | 22 août 1350      | 8 avril 1364      | Fils aîné de Philippe VI et de Jeanne de Bourgogne. Sacré à Reims le 26 septembre 1350. Mort à Londres pendant la renégociation du traité de Brétigny. |           |
|              | Charles V « le Sage » (21 janvier 1338 – 16 septembre 1380)                            | 8 avril 1364      | 16 septembre 1380 | Fils aîné de Jean II et de Bonne de Luxembourg, il assure la régence durant les captivités de son père en Angleterre. Sacré à Reims le 19 mai 1364. |           |
| Charles VI   | Charles VI« le Bien-Aimé » ou « le Fol » (3 décembre 1368 – 22 octobre 1422)           | 16 septembre 1380 | 22 octobre 1422   | Aîné des fils survivants de Charles V et de Jeanne de Bourbon. Sacré à Reims le 4 novembre 1380, il succède à son père sous la régence de ses oncles Louis d'Anjou, Jean de Berry, Philippe de Bourgogne et Louis de Bourbon jusqu'à ses vingt ans. La folie qui le frappe à partir de 1392 permet à ses oncles et à son frère de reprendre le pouvoir. |           |
| Charles VII  | Charles VII « le Victorieux » ou « le Bien Servi » (22 février 1403 – 22 juillet 1461) | 22 octobre 1422   | 22 juillet 1461   | Dernier fils survivant de Charles VI et d'Isabeau de Bavière, il refuse d'entériner le traité de Troyes, qui le déshérite au profit d'Henri V d'Angleterre. Son règne est indissociable de l'épopée de Jeanne d'Arc, qui après avoir levé le siège d'Orléans, le conduisit se faire sacrer à Reims le 17 juillet 1429.                                  |           |
| Louis XI     | Louis XI« le Prudent » ou « Universelle Aragne » (3 juillet 1423 – 30 août 1483)       | 22 juillet 1461   | 30 août 1483      | Fils aîné de Charles VII et de Marie d'Anjou. Sacré à Reims le 15 août 1461. |           |
| Charles VIII | Charles VIII« l'Affable » (30 juin 1470 – 7 avril 1498)                                | 30 août 1483      | 7 avril 1498      | Seul fils de Louis XI et de Charlotte de Savoie, il succède à son père sous la régence de sa sœur aînée Anne de France jusqu'en 1491. Sacré à Reims le 30 mai 1484. Mort sans descendance mâle des suites d'un accident au château d'Amboise à l'âge de 27 ans.                                                                                         |           |
| Louis XII    | Louis XII« le Père du Peuple » (27 juin 1462 – 1er janvier 1515)                       | 7 avril 1498      | 1er janvier 1515  | Descendant de Charles V et cousin éloigné de Charles VIII dont il épouse la veuve Anne de Bretagne, il est le seul représentant de la branche de Valois-Orléans à régner. Sacré à Reims le 27 mai 1498. Mort sans descendance mâle. |           |
| François Ier | François Ier« le Père et Restaurateur des Lettres » (12 septembre 1494 – 31 mars 1547) | 1er janvier 1515  | 31 mars 1547      | Descendant de Charles V, cousin de Louis XII dont il a épousé la fille Claude de France, il inaugure la branche de Valois-Angoulême. Sacré à Reims le 25 janvier 1515. Mort de septicémie à l'âge de 52 ans. |           |
| Henri II     | Henri II(31 mars 1519 – 10 juillet 1559)                                               | 31 mars 1547      | 10 juillet 1559   | Deuxième fils de François Ier et de Claude de France. Sacré à Reims le 26 juillet 1547. Meurt des suites d'un accident de tournoi. |           |
| François II  | François II(19 janvier 1544 – 5 décembre 1560)                                         | 10 juillet 1559   | 5 décembre 1560   | Fils aîné d'Henri II et de Catherine de Médicis. Sacré à Reims le 18 septembre 1559. Également roi consort d'Écosse après son mariage avec la reine Marie Stuart, le 24 avril 1558. Mort sans descendance d'une mastoïdite aiguë ou d'une méningite à l'âge de 16 ans.                                                                                  |           |
| Charles IX   | Charles IX(27 juin 1550 – 30 mai 1574)                                                 | 5 décembre 1560   | 30 mai 1574       | Troisième fils d'Henri II et de Catherine de Médicis, il succède à son frère à l'âge de dix ans, sous la régence de sa mère jusqu'à sa majorité, en 1564. Sacré à Reims le 15 mai 1561. Mort sans descendance mâle de pleurésie à l'âge de 23 ans. |           |
| Henri III    | Henri III(19 septembre 1551 – 2 août 1589)                                             | 30 mai 1574       | 2 août 1589       | Quatrième fils d'Henri II et de Catherine de Médicis, il est élu roi de Pologne le 11 mai 1573. À la mort de son frère aîné, il rentre en France le 6 septembre 1574 et est sacré à Reims le 13 février 1575. Mort sans descendance, assassiné par Jacques Clément.                                                                                     |           |

### Bourbons
| Portrait   | Nom                                                                                | Début du règne     | Fin du règne       | Notes | Armoiries |
| ---------- | ---------------------------------------------------------------------------------- | ------------------ | ------------------ | --- | --------- |
| Henri IV   | Henri IV« le Grand » ou « le Vert-Galant » (13 décembre 1553 – 14 mai 1610)        | 2 août 1589        | 14 mai 1610        | Descendant de Robert de Clermont, le dernier fils de Louis IX. Roi de Navarre depuis 1572, il devient roi de France le 2 août 1589 à la mort de son beau-frère et cousin issu de germain Henri III, qui l'a désigné comme successeur. Il abjure le protestantisme pour être sacré à Chartres le 27 février 1594. Il est assassiné par François Ravaillac le 14 mai 1610.                                                            |           |
| Louis XIII | Louis XIII« le Juste » (27 septembre 1601 – 14 mai 1643)                           | 14 mai 1610        | 14 mai 1643        | Fils aîné d'Henri IV et de Marie de Médicis, il succède à son père à l'âge de neuf ans. Placé sous la régence de sa mère jusqu'à sa majorité, il est sacré à Reims le 17 octobre 1610. Mort de la maladie de Crohn. |           |
| Louis XIV  | Louis XIV« le Grand » ou « le Roi-Soleil » (5 septembre 1638 – 1er septembre 1715) | 14 mai 1643        | 1er septembre 1715 | Fils aîné de Louis XIII et d'Anne d'Autriche, il succède à son père sous la régence de sa mère jusqu'à sa majorité, en 1651. Sacré à Reims le 7 juin 1654. Mort de la gangrène. |           |
| Louis XV   | Louis XV« le Bien-Aimé » (15 février 1710 – 10 mai 1774)                           | 1er septembre 1715 | 10 mai 1774        | Arrière-petit-fils de Louis XIV, il lui succède sous la régence de Philippe d'Orléans, neveu du roi défunt, jusqu'à sa majorité en 1723. Sacré à Reims le 25 octobre 1722. Mort de la variole. |           |
|            | Louis XVI (23 août 1754 – 21 janvier 1793)                                         | 10 mai 1774        | 21 septembre 1792  | Petit-fils de Louis XV, il est sacré à Reims le 11 juin 1775. Devenu roi des Français par la constitution de 1791, il est suspendu par l'Assemblée nationale le 10 août 1792, puis déchu le 21 septembre par abolition de la monarchie, et guillotiné le 21 janvier 1793. Les royalistes reconnaissent son fils comme son successeur sous le nom de Louis XVII, mais celui-ci n'est jamais sacré et meurt en prison le 8 juin 1795. |           |

## République française (Première République)

### Convention
La France de la Convention nationale est sous un régime parlementaire. Le Chef d'État est officiellement la Convention nationale.

### Directoire
Sous le Directoire, cinq directeurs partagent entre eux le pouvoir. Certains d'entre eux ont été remplacés en cours de mandat.

| Nom                                  | Portrait                             | Début du mandat   | Fin du mandat    | Durée                     |
| ------------------------------------ | ------------------------------------ | ----------------- | ---------------- | ------------------------- |
| Paul Barras                          | Paul Barras                          | 1er novembre 1795 | 9 novembre 1799  | 4 ans et 8 jours          |
| Louis-Marie de La Révellière-Lépeaux | Louis-Marie de La Révellière-Lépeaux | 1er novembre 1795 | 18 juin 1799     | 3 ans, 7 mois et 17 jours |
| Jean-François Reubell                | Jean-François Reubell                | 1er novembre 1795 | 16 mai 1799      | 3 ans, 6 mois et 15 jours |
| Lazare Carnot                        | Lazare Carnot                        | 1er novembre 1795 | 4 septembre 1797 | 1 an, 10 mois et 3 jours  |
| Étienne-François Le Tourneur         | Étienne-François Le Tourneur         | 1er novembre 1795 | 20 mai 1797      | 1 an, 6 mois et 19 jours  |
| François Barthélemy                  | François Barthélémy                  | 20 mai 1797       | 4 septembre 1797 | 3 mois et 15 jours        |
| Nicolas François de Neufchâteau      | Nicolas François de Neufchâteau      | 4 septembre 1797  | 15 mai 1798      | 8 mois et 11 jours        |
| Philippe-Antoine Merlin de Douai     | Philippe-Antoine Merlin de Douai     | 4 septembre 1797  | 18 juin 1799     | 1 an, 9 mois et 14 jours  |
| Jean-Baptiste Treilhard              | Jean-Baptiste Treilhard              | 15 mai 1798       | 17 juin 1799     | 1 an, 1 mois et 2 jours   |
| Emmanuel-Joseph Sieyès               | Emmanuel-Joseph Sieyès               | 16 mai 1799       | 9 novembre 1799  | 5 mois et 24 jours        |
| Louis Gohier                         | Louis Gohier                         | 17 juin 1799      | 9 novembre 1799  | 4 mois et 23 jours        |
| Roger Ducos                          | Roger Ducos                          | 18 juin 1799      | 9 novembre 1799  | 4 mois et 22 jours        |
| Jean-François Moulin                 | Jean-François Moulin                 | 18 juin 1799      | 9 novembre 1799  | 4 mois et 22 jours        |

### Consulat
Sous le Consulat, le chef d'État est de facto le Premier consul.

| Nom                | Portrait           | Début de mandat | Fin de mandat | Durée                    |
| ------------------ | ------------------ | --------------- | ------------- | ------------------------ |
| Napoléon Bonaparte | Napoléon Bonaparte | 9 novembre 1799 | 18 mai 1804   | 4 ans, 6 mois et 9 jours |

## Premier Empire
| Portrait     | Nom                                     | Début du règne | Fin du règne | Notes | Armoiries                |
| ------------ | --------------------------------------- | -------------- | ------------ | --- | ------------------------ |
| Napoléon Ier | Napoléon Ier(15 août 1769 – 5 mai 1821) | 18 mai 1804    | 6 avril 1814 | Premier consul depuis 1799, il devient empereur des Français par la constitution du 18 mai 1804, approuvée par plébiscite le 6 novembre. Il est sacré à Notre-Dame-de-Paris le 2 décembre. Déchu par le Sénat le 3 avril 1814, il abdique le lendemain en faveur de son fils Napoléon II, puis le 6 sans conditions. | Armoiries de 1804 à 1814 |

## Royaume de France (Restauration)
| Portrait    | Nom                                                | Début du règne | Fin du règne | Notes | Armoiries |
| ----------- | -------------------------------------------------- | -------------- | ------------ | --- | --------- |
| Louis XVIII | Louis XVIII (17 novembre 1755 – 16 septembre 1824) | 6 avril 1814   | 20 mars 1815 | Frère cadet de Louis XVI, il se proclame roi le jour de la mort de son neveu Louis XVII, le 8 juin 1795. Il ne le devient effectivement que le 6 avril 1814, après l'abdication de Napoléon Ier. À l'annonce du retour de ce dernier, il s'enfuit de Paris dans la nuit du 20 mars 1815. |           |

## Premier Empire (Cent Jours)
| Portrait     | Nom                                          | Début du règne | Fin du règne   | Notes | Armoiries |
| ------------ | -------------------------------------------- | -------------- | -------------- | --- | --------- |
| Napoléon Ier | Napoléon Ier (15 août 1769 – 5 mai 1821)     | 20 mars 1815   | 22 juin 1815   | Rentre à Paris le 20 mars 1815. Il abdique pour la deuxième fois le 22 juin, quatre jours après la défaite de Waterloo, en faveur de son fils Napoléon II, mais ce dernier n'est jamais proclamé ni reconnu. |           |
|              | Napoléon II (20 mars 1811 - 22 juillet 1832) | 22 juin 1815   | 7 juillet 1815 | Durant l'intervalle qui sépare l'abdication de Napoléon Ier du retour de Louis XVIII, la France est dirigée par une commission de gouvernement, appelée commission Napoléon II, présidée par Joseph Fouché.  |           |

## Royaume de France (Restauration)
| Portrait    | Nom                                                | Début du règne    | Fin du règne      | Notes | Armoiries                |
| ----------- | -------------------------------------------------- | ----------------- | ----------------- | --- | ------------------------ |
| Louis XVIII | Louis XVIII (17 novembre 1755 – 16 septembre 1824) | 8 juillet 1815    | 16 septembre 1824 | Rentre à Paris le 8 juillet 1815, le lendemain de la dissolution de la commission de gouvernement. Jamais sacré et mort sans descendance, il est le dernier monarque de France mort au pouvoir. | Armoiries de 1815 à 1830 |
| Charles X   | Charles X (9 octobre 1757 – 6 novembre 1836)       | 16 septembre 1824 | 2 août 1830       | Frère cadet de Louis XVIII, il est sacré à Reims le 29 mai 1825. Confronté aux Trois Glorieuses, il abdique en faveur de son petit-fils Henri « V », mais ce dernier n'a jamais été proclamé.   | Armoiries de 1815 à 1830 |

## Royaume de France (monarchie de Juillet)
| Portrait       | Nom | Début du règne | Fin du règne    | Notes | Armoiries                |
| -------------- | --- | -------------- | --------------- | --- | ------------------------ |
| Louis-Philippe | Louis-Philippe Ier le « Roi-Citoyen » ou le « Roi bourgeois » ou le « Roi des barricades » (6 octobre 1773 – 26 août 1850) | 9 août 1830    | 24 février 1848 | Descendant de Louis XIII, cousin éloigné de Charles X, il est proclamé roi des Français après les Trois Glorieuses. Confronté à la révolution de 1848, il abdique en faveur de son petit-fils Philippe d'Orléans, comte de Paris, mais l'Assemblée refuse de le reconnaître et proclame la Deuxième République. | Armoiries de 1831 à 1848 |

## République française (Deuxième République)
Dans les premiers mois de la République, de février à décembre 1848, soit jusqu'à l'élection présidentielle, les fonctions de chef de l'État sont exercées dans les faits, successivement, par :
- Jacques Charles Dupont de l'Eure (chef du gouvernement provisoire) ;
- François Arago, président de la Commission exécutive ;
- Louis Eugène Cavaignac, chef du gouvernement.

L'élection présidentielle de 1848, organisée pour désigner le président de la Deuxième République française, s'est tenue les 10 et 11 décembre 1848.

| Portrait                 | Nom                                          | Début du mandat  | Fin du mandat    | Appartenance politique | Notes |
| ------------------------ | -------------------------------------------- | ---------------- | ---------------- | ---------------------- | --- |
|                          | Jacques Charles Dupont de l'Eure (1767-1855) | 24 février 1848  | 9 mai 1848       | Républicain            | À la séance de la Chambre du 24 février 1848, après l'envahissement de l'assemblée, il fut porté au fauteuil et présida à la proclamation de la Deuxième République. « Vieillard vert d'esprit, droit de sens, inflexible à l'émotion, intrépide de regard », selon Alphonse de Lamartine, il avait alors 81 ans. |
|                          | François Arago (1786-1853)                   | 9 mai 1848       | 28 juin 1848     | Républicain modéré     | Dans ses mémoires, Alexandre Dumas lui rend un vibrant hommage : « Il est impossible d’être plus pittoresque, plus grand, plus beau même, que ne l’est François Arago à la tribune, quand une véritable passion l’emporte, [...] qu’il attaque les violateurs de la charte royaliste ou défende la Constitution républicaine. [...] C’est qu’Arago est non seulement la science, mais encore la conscience ; non seulement le génie, mais encore la probité !»                                                                                             |
|                          | Louis Eugène Cavaignac (1802-1857)           | 28 juin 1848     | 20 décembre 1848 | Républicain modéré     | Le 28 juin, l'Assemblée déclare qu'il avait bien mérité de la patrie, lui offre le bâton de maréchal de France qu'il refuse, et lui confie de nouveau le pouvoir exécutif avec le titre de président du Conseil des ministres, qu'il conserve jusqu'au 20 décembre 1848. |
| Louis-Napoléon Bonaparte | Louis-Napoléon Bonaparte (1808-1873)         | 20 décembre 1848 | 2 décembre 1852  | Bonapartiste           | Le neveu de Napoléon Ier est largement élu premier président de la République lors de l'élection de 1848. Surnommé le « prince-président », son mandat est marqué par l'expédition de Rome et par le conflit avec l'Assemblée nationale législative (Deuxième République), conservatrice et anti-républicaine, qui culmine en 1851. Interdit de se représenter à la présidence par la Constitution française du 4 novembre 1848, il provoque le Coup d'État du 2 décembre 1851 et se fait proclamer empereur sous le nom de Napoléon III l'année suivante. |

## Second Empire
| Portrait     | Nom                                           | Début du règne  | Fin du règne     | Notes | Armoiries                |
| ------------ | --------------------------------------------- | --------------- | ---------------- | --- | ------------------------ |
| Napoléon III | Napoléon III (20 avril 1808 – 9 janvier 1873) | 2 décembre 1852 | 4 septembre 1870 | Neveu de Napoléon Ier. Élu président de la République en 1848, il mène le coup d'État du 2 décembre 1851 mettant en place une présidence décennale autoritaire. L'année suivante, il rétablit la dignité impériale après un plébiscite conduisant à la proclamation du Second Empire le 2 décembre 1852, devenant empereur des Français. La République est proclamée deux jours après sa capture à la bataille de Sedan mais Napoléon III n'est déchu officiellement que le 1er mars 1871. | Armoiries de 1852 à 1870 |

## Gouvernement provisoire de 1870
Le 4 septembre 1870, en pleine guerre franco-allemande, la République est proclamée, avec à sa tête, Louis Jules Trochu, chef du gouvernement de la Défense nationale.

| Portrait | Nom                            | Début du mandat  | Fin du mandat   |
|          | Louis Jules Trochu (1815-1896) | 4 septembre 1870 | 17 février 1871 |

## République française (Troisième République)
| Portrait                                                                                    | Nom                              | Début du mandat   | Fin du mandat     | Appartenance politique                         | Notes |
| ------------------------------------------------------------------------------------------- | -------------------------------- | ----------------- | ----------------- | ---------------------------------------------- | --- |
| Adolphe Thiers.                                                                             | Adolphe Thiers (1797-1877)       | 17 février 1871   | 24 mai 1873       | Orléaniste puis républicain                    | Président du Conseil sous la monarchie de Juillet, il est « chef du pouvoir exécutif » avant d’être nommé président de la République avec l'adoption de la loi Rivet. Il négocie notamment le départ des troupes d'occupation allemande, présentes en France depuis la défaite de 1870. Irrité par la discorde entre les légitimistes et les orléanistes, il se rallie à une République « conservatrice » en cours de mandat et doit démissionner face à l'hostilité de l'Assemblée nationale, majoritairement favorable au retour de la monarchie.                   |
| Patrice de Mac Mahon.                                                                       | Patrice de Mac Mahon (1808-1893) | 24 mai 1873       | 30 janvier 1879   | Légitimiste                                    | Duc de Magenta et maréchal de France, il est élu par l’Assemblée nationale de 1871 pour occuper la tête de l'État en attendant une Troisième Restauration. En mai 1877, une crise institutionnelle éclate lorsqu’il veut imposer le duc de Broglie à la tête du gouvernement ; face à la résistance des républicains menés par Léon Gambetta, il dissout la Chambre des députés, à dominante républicaine depuis les élections législatives de 1876. Il démissionne plus d'un an après les élections anticipées, marquées par une nouvelle victoire des républicains. |
| Conformément aux Lois constitutionnelles, le gouvernement Dufaure V assure l'intérim.       |                                  |                   |                   |                                                | |
| Jules Grévy.                                                                                | Jules Grévy (1807-1891)          | 30 janvier 1879   | 30 janvier 1886   | Républicain modéré                             | Élu par la Chambre des députés et le Sénat réunis en Assemblée nationale, il est le premier président à accomplir un mandat complet. Il adopte un style plus discret que son prédécesseur et favorise un régime d'assemblée qui perdurera, avec une pratique du pouvoir résumée par l’expression « Constitution Grévy ». Alors que sa présidence achève l’épuration de la fonction publique par les républicains, il échoue à freiner l'expansion coloniale défendue par Jules Ferry. À la mort de Victor Hugo, il rend au Panthéon son rôle de mausolée national.    |
| Jules Grévy.                                                                                | Jules Grévy (1807-1891)          | 30 janvier 1886   | 2 décembre 1887   | Républicain modéré                             | En 1885, à 78 ans, il est réélu à la présidence de la République. Il continue de militer pour la paix dans le domaine de la politique étrangère tandis que le boulangisme naissant se montre revanchard face à l’Allemagne. En raison du scandale des décorations, dans lequel est impliqué son gendre Daniel Wilson, il est contraint à la démission. |
| Conformément aux Lois constitutionnelles, le gouvernement Rouvier assure l'intérim.         |                                  |                   |                   |                                                | |
| Sadi Carnot.                                                                                | Sadi Carnot (1837-1894)          | 3 décembre 1887   | 25 juin 1894 †    | Républicain modéré                             | Après avoir devancé Jules Ferry, il est élu chef de l’État. Son mandat est marqué par la crise boulangiste (1887-1889) et le scandale de Panama (1892), ainsi que par l'alliance avec la Russie (signée en 1892). En pleine période d'attentats anarchistes et peu après le vote des premières « lois scélérates », il est assassiné à Lyon par l'un d’entre eux, Sante Geronimo Caserio, moins de six mois avant la fin de son mandat. Il est enterré au Panthéon.                                                                                                   |
| Conformément aux Lois constitutionnelles, le gouvernement Dupuy II assure l'intérim.        |                                  |                   |                   |                                                | |
| Jean Casimir-Perier.                                                                        | Jean Casimir-Perier (1847-1907)  | 27 juin 1894      | 16 janvier 1895   | Républicain modéré                             | Il est depuis peu président de la Chambre des députés lors de son élection à la présidence de la République, face notamment au radical Henri Brisson. Rapidement, il déplore le peu de pouvoirs procurés par sa fonction et se voit vivement attaqué par la gauche. Il démissionne après six mois et vingt jours de mandat (le plus court d'un président français) et quitte la politique. |
| Conformément aux Lois constitutionnelles, le gouvernement Dupuy III assure l'intérim.       |                                  |                   |                   |                                                | |
| Félix Faure.                                                                                | Félix Faure (1841-1899)          | 17 janvier 1895   | 16 février 1899 † | Républicain modéré                             | Élu face au radical Henri Brisson, il favorise l'expansion coloniale et le renforcement des liens avec la Russie, où il se rend en 1897. C'est à lui qu'est adressée en 1898 la lettre ouverte J'accuse… ! d'Émile Zola qui relance l'affaire Dreyfus, durant laquelle le chef de l’État n’apparaît pas comme un défenseur du militaire juif. Il meurt au palais de l'Élysée d'une congestion cérébrale alors qu'il est en compagnie de sa maîtresse Marguerite Steinheil.                                                                                            |
| Conformément aux Lois constitutionnelles, le gouvernement Dupuy IV assure l'intérim.        |                                  |                   |                   |                                                | |
| Émile Loubet.                                                                               | Émile Loubet (1838-1929)         | 18 février 1899   | 18 février 1906   | Républicain modéré (1899-1901) ARD (1901-1906) | Son élection intervient en pleine affaire Dreyfus, dont il signe rapidement la grâce. Sous son septennat, marqué par une relative stabilité ministérielle, la loi de séparation des Églises et de l'État est adoptée dans un contexte de fortes tensions. Alors qu’il améliore les relations entre la France et l'Italie, l'Entente cordiale est signée avec le Royaume-Uni en 1904. Il est le premier président français à ne pas se représenter à l'issue d’un mandat arrivé à son terme.                                                                           |
| Armand Fallières.                                                                           | Armand Fallières (1841-1931)     | 18 février 1906   | 18 février 1913   | ARD (1906-1910) PRD (1910-1913)                | Il est élu face au radical Paul Doumer. Durant son mandat se termine l’affaire Dreyfus et a lieu le coup d'Agadir alors que les troupes françaises commencent à occuper le Maroc. Il contribue à renforcer la Triple-Entente face à la Triplice. Tout comme son prédécesseur, il ne brigue pas sa réélection et se retire de la vie politique. |
| Raymond Poincaré.                                                                           | Raymond Poincaré (1860-1934)     | 18 février 1913   | 18 février 1920   | PRD (1913-1917) ARD (1917-1920)                | Élu face à Jules Pams, il soutient la loi des Trois ans sur la durée du service militaire. Après l'attentat de Sarajevo, il pousse Nicolas II à la fermeté face à l'Allemagne, ce qui contribue au déclenchement de la Première Guerre mondiale. Durant le conflit, il encourage l'Union sacrée et se rend plusieurs fois sur le front, parfois au péril de sa vie. En 1917, il rappelle à la tête du gouvernement Clemenceau, qui réduit son influence et l'exclut des négociations de paix. Après son départ de l’Élysée, il redevient président du Conseil.        |
| Paul Deschanel.                                                                             | Paul Deschanel (1855-1922)       | 18 février 1920   | 21 septembre 1920 | ARD, PRDS                                      | Écrivain siégeant à l’Académie française, président de la Chambre des députés durant l’intégralité de la Grande Guerre, il devance le populaire Georges Clemenceau lors de l'élection présidentielle de janvier 1920. En politique étrangère, il appelle à l'absolu respect des obligations incombant à l’Allemagne. Après sept mois de mandat, il est contraint de démissionner en raison de problèmes de santé. Il est élu au Sénat l’année suivante. |
| Conformément aux Lois constitutionnelles, le gouvernement Millerand II assure l'intérim.    |                                  |                   |                   |                                                | |
| Alexandre Millerand.                                                                        | Alexandre Millerand (1859-1943)  | 23 septembre 1920 | 11 juin 1924      | Indépendant                                    | « Socialiste indépendant » de plus en plus orienté à droite, il devient président du Conseil après la victoire du Bloc national aux élections législatives de 1919. Élu face au socialiste Gustave Delory, il souhaite s’impliquer activement dans les affaires publiques et appelle à une révision constitutionnelle pour accroître les prérogatives du chef de l’État. Il démissionne après l’arrivée au pouvoir du Cartel des gauches et devient ensuite sénateur.                                                                                                 |
| Conformément aux Lois constitutionnelles, le gouvernement François-Marsal assure l'intérim. |                                  |                   |                   |                                                | |
| Gaston Doumergue.                                                                           | Gaston Doumergue (1863-1937)     | 13 juin 1924      | 13 juin 1931      | RAD                                            | Élu face au républicain-socialiste Paul Painlevé, il est le premier président de la République de confession protestante. Son septennat est marqué par une forte instabilité ministérielle, par la croissance économique de l’entre-deux-guerres et les années folles, ainsi que par la guerre du Rif, où il envoie le maréchal Pétain. Ne briguant pas un second mandat, il occupe à nouveau la fonction de président du Conseil en 1934. |
| Paul Doumer.                                                                                | Paul Doumer (1857-1932)          | 13 juin 1931      | 7 mai 1932 †      | Indépendant                                    | Radical ayant évolué à droite, il est élu au second tour de scrutin, après avoir devancé au premier tour le candidat de gauche et figure du pacifisme Aristide Briand. Durant son mandat, il appelle à l’union nationale et défend le renforcement de la puissance militaire française. Après moins d'un an de présidence, il est assassiné à Paris par Paul Gorgulov, un Russe aux motivations confuses. |
| Conformément aux Lois constitutionnelles, le gouvernement Tardieu III assure l'intérim.     |                                  |                   |                   |                                                | |
| Albert Lebrun.                                                                              | Albert Lebrun (1871-1950)        | 10 mai 1932       | 10 mai 1939       | AD                                             | Élu alors qu’il est président du Sénat, il est l'unique président de la IIIe République né sous ce régime. Son mandat est marqué par la montée du nazisme en Allemagne, par la crise du 6 février 1934 et par la victoire aux élections législatives de 1936 du Front populaire, dont il accepte les réformes avec réticences. |
| Albert Lebrun.                                                                              | Albert Lebrun (1871-1950)        | 10 mai 1939       | 11 juillet 1940   | AD                                             | Il est élu pour un second mandat, devant se terminer en principe en 1946. Face à l'offensive allemande de 1940, il est partisan d'un repli du gouvernement en Afrique du Nord pour continuer la guerre ; après avoir appelé le maréchal Pétain au gouvernement et la signature de l'armistice, il refuse de démissionner, obligeant les assemblées à le contourner en votant les pleins pouvoirs à Pétain. Il se retire ensuite en province puis est brièvement captif en Allemagne en 1943.                                                                          |

## Régime de Vichy
| Nom             | Portrait                                 | Début de mandat | Fin de mandat | Appartenance politique | Commentaire |
| --------------- | ---------------------------------------- | --------------- | ------------- | ---------------------- | ----------- |
| Philippe Pétain | Philippe Pétain, chef de l'Etat français | 11 juillet 1940 | 20 août 1944  | Conservatisme          |             |

## Gouvernement provisoire de la République française (GPRF)
| Nom | Nom                           | Gouvernement et dates              | Gouvernement et dates              | Parti                             | Législature                          | Commentaire                                                                    | Commentaire                                                    |
| --- | ----------------------------- | ---------------------------------- | ---------------------------------- | --------------------------------- | ------------------------------------ | ------------------------------------------------------------------------------ | -------------------------------------------------------------- |
|     | Charles de Gaulle (1890-1970) | 1                                  | 20 août 1944 – 2 novembre 1945     | Indépendant                       | Consultative provisoire (1944)       | Fusion des fonctions de chef du gouvernement et de chef d'État                 | Fusion des fonctions de chef du gouvernement et de chef d'État |
| 2   | Charles de Gaulle (1890-1970) | 21 novembre 1945 – 20 janvier 1946 | Ire Constituante (1945)            | Indépendant                       |                                      | Fusion des fonctions de chef du gouvernement et de chef d'État                 | Fusion des fonctions de chef du gouvernement et de chef d'État |
|     | Sans chef d'État              | Sans gouvernement                  | Ire Constituante (1945)            | 20 janvier 1946 – 23 janvier 1946 | Aucun parti                          | Fusion des fonctions de chef du gouvernement et de chef d'État                 | Fusion des fonctions de chef du gouvernement et de chef d'État |
|     | Félix Gouin (1884-1977)       | •                                  | Ire Constituante (1945)            | 23 janvier 1946 – 12 juin 1946    | SFIO                                 | Fusion des fonctions de chef du gouvernement et de chef d'État                 | Fusion des fonctions de chef du gouvernement et de chef d'État |
|     | Sans chef d'État              | Sans gouvernement                  | 12 juin 1946 – 23 juin 1946        | Aucun parti                       |                                      | Fusion des fonctions de chef du gouvernement et de chef d'État                 | Fusion des fonctions de chef du gouvernement et de chef d'État |
|     | Sans chef d'État              | 1                                  | 23 juin 1946 – 24 juin 1946        | Aucun parti                       |                                      | Fusion des fonctions de chef du gouvernement et de chef d'État                 | Fusion des fonctions de chef du gouvernement et de chef d'État |
|     | Georges Bidault (1899-1983)   | 1                                  | 24 juin 1946 – 16 décembre 1946    | MRP                               | IIe Constituante (juin 1946)         | Fusion des fonctions de chef du gouvernement et de chef d'État                 | Fusion des fonctions de chef du gouvernement et de chef d'État |
|     | Léon Blum (1872-1950)         | 3                                  | 16 décembre 1946 – 16 janvier 1947 | SFIO                              | Ire de la IVe République (nov. 1946) | Vincent Auriol, président de l'Assemblée nationale à partir du 3 décembre 1946 |                                                                |

## République française (Quatrième République)
| Portrait       | Nom                        | Début du mandat | Fin du mandat   | Appartenance politique | Notes |
| -------------- | -------------------------- | --------------- | --------------- | ---------------------- | --- |
| Vincent Auriol | Vincent Auriol (1884-1966) | 16 janvier 1947 | 16 janvier 1954 | SFIO                   | Premier président de la Quatrième République, son mandat est marqué par la guerre d'Indochine. Il ne se représente pas à l'issue de son septennat. À compter du 5 mars 1959, il est membre de droit du Conseil constitutionnel mais refuse d'y siéger à partir de 1960.                                            |
|                | René Coty (1882-1962)      | 16 janvier 1954 | 8 janvier 1959  | CNIP                   | Son mandat est marqué par la guerre d'Algérie. Il fait appel au général de Gaulle pour résoudre la crise de mai 1958. Il démissionne trois mois après la promulgation de la Cinquième République, au bout de cinq ans de présidence. Il est, à compter du 5 mars 1959, membre de droit du Conseil constitutionnel. |

## Sous la Cinquième République (depuis 1959)
| Portrait                  | Nom                                  | Période        | Période | Appartenance politique                                                | Notes |
| ------------------------- | ------------------------------------ | -------------- | --- | --------------------------------------------------------------------- | --- |
| Charles de Gaulle.        | Charles de Gaulle (1890-1970)        | 8 janvier 1959 | 8 janvier 1966 | UNR (1959-1962) UNR-UDT (1962-1967) UD-Ve (1967-1968) UDR (1968-1969) | Il est nommé président du Conseil par René Coty en 1958 pour résoudre la crise algérienne. Il fait adopter par référendum une Constitution instaurant la Ve République, dont il est élu président par un collège électoral. En période de forte croissance économique, sa présidence est marquée par la décolonisation de l'Afrique, conclue par l'indépendance de l'Algérie en 1962. Il engage une politique d'« indépendance nationale » illustrée par l'obtention de l'arme atomique (1960), le traité d'amitié avec l'Allemagne (1963) ou encore les développements du nucléaire civil. En 1962, après une tentative d'assassinat, il fait adopter par référendum l'élection du président au suffrage universel. |
| Charles de Gaulle.        | Charles de Gaulle (1890-1970)        | 8 janvier 1966 | 28 avril 1969 | UNR (1959-1962) UNR-UDT (1962-1967) UD-Ve (1967-1968) UDR (1968-1969) | Réélu au suffrage universel face à François Mitterrand, il affiche des divergences avec les États-Unis et retire la France du commandement intégré de l'OTAN. En 1967, il soutient le souverainisme québécois à Montréal. Ayant refusé de se retirer pendant la crise de Mai 68, il finit par démissionner à la suite de l'échec d'un référendum en 1969. Il reste dès lors en retrait de la vie politique, dont il demeurera une référence. |
| Alain Poher.              | Alain Poher (1909-1996) intérim      | 28 avril 1969  | 20 juin 1969 | CD                                                                    | En tant que président du Sénat, il assure les fonctions de président de la République par intérim après la démission de Charles de Gaulle. Il se présente à l'élection présidentielle anticipée, mais est battu au second tour par le gaulliste Georges Pompidou. |
| Georges Pompidou.         | Georges Pompidou (1911-1974)         | 20 juin 1969   | 2 avril 1974 † | UDR                                                                   | Premier ministre de Charles de Gaulle de 1962 à 1968, il est élu président face au centriste Alain Poher. Ancien directeur de la banque Rothschild et europhile, il donne une nouvelle dynamique à la CEE et fait adopter par référendum son élargissement en 1972. Il engage une politique de modernisation de l'économie et d'industrialisation au niveau national, notamment favorable à l'automobile. Il meurt de la maladie de Waldenström deux ans avant la fin de son mandat. |
| Alain Poher.              | Alain Poher (1909-1996) intérim      | 2 avril 1974   | 27 mai 1974 | CD                                                                    | Il assure de nouveau l'intérim de la mort de Georges Pompidou à l’investiture du président nouvellement élu, Valéry Giscard d'Estaing. |
| Valéry Giscard d'Estaing. | Valéry Giscard d'Estaing (1926-2020) | 27 mai 1974    | 21 mai 1981 | FNRI (1974-1977) UDF-PR (1977-1981)                                   | Élu face à François Mitterrand, il engage des réformes sociétales comme l'abaissement de la majorité civile à 18 ans, la dépénalisation de l'avortement ou l’instauration du divorce par consentement mutuel. Confronté aux deux premiers chocs pétroliers, il mène une politique d’austérité et fait face aux divisions de sa majorité, qui remporte pourtant les élections législatives de 1978. Il lutte contre l’immigration et engage les troupes françaises en Mauritanie, au Tchad, au Zaïre et en Centrafrique. Longtemps donné réélu, il est finalement battu par François Mitterrand. Il est par la suite à nouveau parlementaire, président du conseil régional d'Auvergne ou encore président de la Convention sur l'avenir de l'Europe. Il siège au Conseil constitutionnel de 2004 à sa mort. |
| François Mitterrand.      | François Mitterrand (1916-1996)      | 21 mai 1981    | 21 mai 1988 | PS                                                                    | Victorieux après ses échecs en 1965 et 1974, François Mitterrand est élu face à Valéry Giscard d'Estaing et devient le premier président de gauche de la Cinquième République. Les deux premières années de son mandat sont marquées par des réformes sociales et sociétales (abolition de la peine de mort, cinquième semaine de congés payés, abaissement de l'âge de départ à la retraite à 60 ans, semaine de 39 heures, suppression de la différence d'âge de majorité sexuelle pour les personnes homosexuelles). Sur le plan économique, il mène d’abord une politique de la demande et procède à des nationalisations, notamment dans le secteur bancaire. Mais, confronté un échec partiel de son plan de relance, il opte pour un « tournant de la rigueur » en 1983. À la suite de la victoire de la droite aux élections législatives de 1986, il nomme Jacques Chirac comme Premier ministre, inaugurant ainsi la première cohabitation de la Cinquième République. |
| François Mitterrand.      | François Mitterrand (1916-1996)      | 21 mai 1988    | 17 mai 1995 | PS                                                                    | Il est réélu en 1988 face à Jacques Chirac. Ne disposant à l'Assemblée que d'une majorité relative, son parti s’allie tantôt avec le centre, tantôt avec les communistes. Il mène une politique économique plus libérale que sous son précédent mandat ; celle-ci est toutefois marquée par la création du RMI. En politique étrangère, son mandat est marqué par la chute du communisme à l'Est et par la réunification allemande, à laquelle il est d'abord réticent mais qu'il soutient moyennant des garanties sur la fixité des frontières de l'Allemagne. En 1991, il engage la France dans la guerre du Golfe. Avec le chancelier allemand Helmut Kohl, il approfondit la coopération européenne : le traité de Maastricht est ainsi ratifié de justesse par référendum en 1992. Il achève sa présidence sur une nouvelle cohabitation, avec Édouard Balladur. Seul président à avoir réalisé deux septennats complets, il est la personnalité ayant exercé la plus longue présidence française. Il meurt peu après son départ de l’Élysée, des suites d'un cancer diagnostiqué en 1981 et longtemps caché. |
|                           | Jacques Chirac (1932-2019)           | 17 mai 1995    | 17 mai 2002 | RPR (1995-2002) UMP (2002-2007)                                       | Jacques Chirac est élu président de la République en 1995 face à Lionel Jospin, après deux échecs en 1981 et 1988. Il ordonne une dernière campagne d'essais nucléaires aux îles Tuamotu. Il tente de mettre en place des réformes économiques importantes, mais échoue à les imposer. En 1996, il suspend le service militaire. Après qu'il a dissout l'Assemblée nationale, la gauche remporte les législatives de 1997, ce qui le contraint à nommer Lionel Jospin à la tête du gouvernement. En 2000, le quinquennat présidentiel est approuvé par référendum. |
| 17 mai 2002               | Jacques Chirac (1932-2019)           | 16 mai 2007    | En 2002, il est réélu face au nationaliste Jean-Marie Le Pen. Il engage la France dans la guerre d’Afghanistan mais s'oppose à une nouvelle guerre en Irak. En 2005, il se maintient au pouvoir malgré l'échec du référendum sur la Constitution européenne, un AVC et de violentes émeutes urbaines, contre lesquelles il instaure deux mois d'état d'urgence. Il ne brigue pas un troisième mandat et siège un temps au Conseil constitutionnel après sa présidence, avant de se voir condamner dans l'affaire des emplois fictifs de la mairie de Paris. | RPR (1995-2002) UMP (2002-2007)                                       | |
|                           | Nicolas Sarkozy (1955)               | 16 mai 2007    | 15 mai 2012 | UMP                                                                   | Élu face à Ségolène Royal, il amorce une politique extérieure atlantiste et europhile. Il affiche un activisme lors de la crise économique mondiale, qui s'étend au monde entier à l'automne 2008. À la suite d'une révision constitutionnelle, il est le premier président depuis Louis-Napoléon Bonaparte à s'exprimer devant le Congrès de Versailles. Il fait notamment voter une réforme des universités et des retraites. En 2011, il envoie les troupes françaises en Libye. Il est le premier président de la Ve République à n'avoir qu'un seul Premier ministre au cours de son mandat (François Fillon). Battu de justesse en 2012, il siège pendant quelques mois au Conseil constitutionnel, puis échoue à remporter la primaire de la droite en vue de l'élection présidentielle de 2017. En 2021, il est condamné en 1re instance dans l'affaire Bismuth mais fait appel. |
|                           | François Hollande (1954)             | 15 mai 2012    | 14 mai 2017 | PS                                                                    | Élu face à Nicolas Sarkozy, il promulgue la loi sur le mariage homosexuel. Sa présidence est surtout marquée par plusieurs attentats d'une ampleur inédite, qui le poussent à déclarer l'état d'urgence. Il est partisan d'une politique économique social-libérale mise notamment en pratique par la loi Travail, qui suscite une forte contestation. Sous son mandat, l'armée intervient au Mali, en Irak et en Syrie, ainsi qu'en Centrafrique. Il participe à la signature de l'accord de Paris sur le climat. Confronté à une très forte impopularité et à des divisions au sein du Parti socialiste, il renonce à briguer un second mandat, une première sous la Cinquième République. |
|                           | Emmanuel Macron (1977)               | 14 mai 2017    | 14 mai 2022 | LREM                                                                  | Élu en 2017 face à Marine Le Pen, il devient, à 39 ans, le plus jeune président de la République française. Il fait adopter une réforme du code du travail, une loi de moralisation de la vie politique et une loi anti-terroriste. À partir de 2018, il doit faire face au mouvement des Gilets jaunes, qui le conduit à organiser un grand débat national. L'année suivante, le projet de réforme des retraites du gouvernement provoque d'importants mouvements sociaux, notamment dans le secteur des transports. Face à la pandémie de Covid-19, il met en place en 2020 et 2021 une série de confinements et de couvre-feu et décrète l’état d'urgence sanitaire. Son mandat est également marqué par de multiples attentats terroristes et une législation contre le « séparatisme » islamiste. |
| 14 mai 2022               | Emmanuel Macron (1977)               | En cours       | Il est réélu le 10 avril 2022, face à Marine Le Pen une nouvelle fois. | LREM                                                                  | |